# Кожен божий день
«Кожен божий день» — кінофільм режисера Паоло Вірдзі, що вийшов на екрани в 2012 році.

## Зміст
Мила сицилийка Антонія і імпозантний тосканец Гвідо зустрілися в Римі. Вона продає автомобілі, він — нічний портьє, але за покликанням обидва вони натури поетичні. Це їх зближує. Умови роботи — його вночі, її вдень — не дозволяють їм бути разом стільки, скільки цього хочеться обом. Однак, не тільки це перешкода заважає їм обзавестися дітьми, про яких обидва мріють. Але хіба два люблячих серця не знайдуть шляху до свого щастя?!

## Ролі
| Актор              | Роль |
| ------------------ | ---- |
| Лука Марінеллі     | -    |
| Тоні               | -    |
| Міколь Адзурро     | -    |
| Клаудіо Паллітто   | -    |
| Стефанія Фелісіолі | -    |
| Франко Джарджія    | -    |
| Джованні Ла Парола | -    |
| Френк Круделе      | -    |
| Мімма Піррі        | -    |
| Венедикта Барзіні  | -    |

## Знімальна група
- Режисер — Паоло Вірдзі
- Сценарист — Сімоне Ленці, Паоло Вірдзі, Франческо Бруні
- Продюсер — Елізабета Ольмі
- Композитор — Тоні